# 四日市あすなろう鉄道内部線
内部線（うつべせん）は、三重県四日市市のあすなろう四日市駅から内部駅までを結ぶ、四日市あすなろう鉄道が運営する鉄道路線である。

## 概要
軌間762 mmという特殊狭軌の軽便鉄道として建設され、現在も当時のままの軌間で運行される。あすなろう四日市駅 - 日永駅間には、同じく軌間762 mmの八王子線の列車が直通している。
1965年（昭和40年）4月から近畿日本鉄道（近鉄）が運営していたが、2015年（平成27年）4月より、四日市市が第三種鉄道事業者として鉄道施設と車両を所有し、新たに近鉄と四日市市が共同で出資して設立した四日市あすなろう鉄道が第二種鉄道事業者として公有民営方式により鉄道施設と車両を無償で借用して運行する（経緯は「四日市あすなろう鉄道#会社設立の経緯」も参照）。
近鉄時代はプリペイド式乗車カードであるパールカード（2008年で販売終了）により自動券売機で乗車券の購入ができたが、四日市あすなろう鉄道移管後は券売機が食券型に変更されたため使用できなくなった。以来、当路線ではICカードを含む乗車カードは一切使用できなかったが、2021年（令和3年）8月21日にICOCAが導入され、同時に交通系ICカード全国相互利用サービス対応のTOICAやmanaca、PiTaPaなどが利用可能となった。

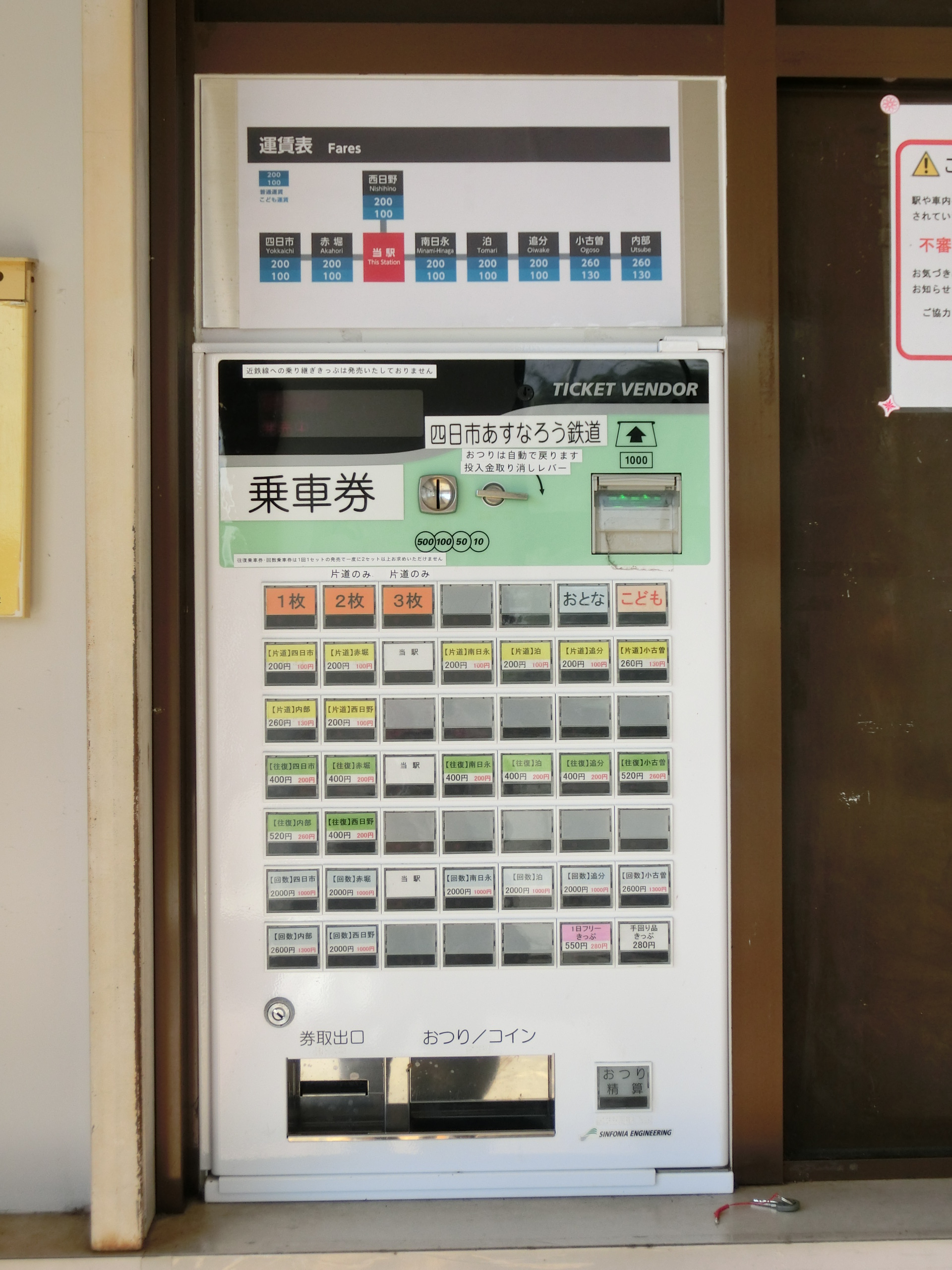
四日市あすなろう鉄道の自動券売機

### 路線データ
- 路線距離（営業キロ）：5.7 km
- 軌間：762 mm
- 駅数：8駅（起終点駅含む）
- 複線区間：なし（全線単線）
- 電化区間：全線電化（直流750 V）
- 閉塞方式：自動閉塞式
- 最高速度：45 km/h[1]
- IC乗車カード対応区間：
  - ICOCAエリア：全線

## 歴史
内部線は、1912年（大正元年）から1915年（大正4年）にかけて三重軌道が開業させた四日市市駅 - 八王子村駅（後の伊勢八王子駅）間のうちの四日市市駅 - 日永駅間と、日永駅から分岐して三重鉄道が1922年（大正11年）に開業させた鈴鹿支線の一部から成る（後に未開業区間は敷設免許失効）。
1912年（大正元年）に三重軌道が軌道条例による軌道として南浜田駅 - 日永駅間を開業し、1915年（大正4年）に鉄道院（後の国鉄）関西本線の四日市駅西口まで延伸された。1916年（大正5年）には、三重軌道の路線を廃止して、新たに設立した三重鉄道がこれを軽便鉄道法による軽便鉄道として開業した。
1922年（大正11年）1月には鈴鹿支線として日永駅 - 小古曽駅間が開業し、同年6月には内部駅まで延伸された。三重県には1916年から1921年にかけての図面類が「三重鉄道敷設関係図面」として残されており、その中の「三重鉄道株式会社鈴鹿支線予測平面図」によると伊船（深伊沢村、現鈴鹿市）まで延伸される予定だった。一方、鉄道院（省）文書によると1922年（大正11年）に三重鉄道は内部駅から先の用地買収が進まないため「内部伊船間工事竣功期限延期」を申請し、1923年（大正12年）には省線（後の国鉄）連絡のために線路幅を広げる改軌の調査のためさらに一年延長するよう申請している。1924年（大正13年）には伊船周辺で石灰石の採掘やセメント会社の設立計画があり工事計画の変更があるとして三度目の延期を申請したが、三重鉄道は旅客収入が伸び悩み、豪雨の復旧工事も必要になっていたほか、第一次世界大戦後の不況時でもあったため延伸に耐え得る企業財力がなかったとみられ、1925年（大正14年）6月に延伸のための鉄道敷設免許は失効となった。
1928年（昭和3年）には、現在の近鉄名古屋線の前身である伊勢電気鉄道の桑名延伸（泗桑線）に際して、四日市市駅 - 諏訪駅間を廃止し、路線敷を伊勢電気鉄道に譲渡した。
戦時統合で1944年（昭和19年）三重交通の路線となり、戦後1956年（昭和31年）に四日市市内でカーブが連続していた名古屋線海山道駅 - 川原町駅間の経路を変更した折、内部線の起点が諏訪駅から近畿日本四日市駅（現在の近鉄四日市駅）に変更された。この時、かつて伊勢電気鉄道に譲渡した区間は、三重鉄道の後身の三重交通に返還されずに廃止となった。その後、三重電気鉄道を経て1965年（昭和40年）に近畿日本鉄道への吸収合併で同社の路線となった。
なお、かつては現在の八王子線と湯の山線を合わせて三重線と総称し、列車も湯の山駅（現在の湯の山温泉駅） - 近畿日本四日市駅 - 内部駅を通し運転していたが、湯の山線改軌時に新たに内部線・八王子線として独立した路線名が与えられている。
2012年には、近鉄が四日市市などにバス転換（BRT化）を提案した。これに対し四日市市が鉄道による存続を望み、2013年に公有民営方式で存続することで合意。2015年から四日市市が第三種鉄道事業者として鉄道施設や車両を保有し、新会社四日市あすなろう鉄道が第二種鉄道事業者としてそれらを同市から借用して運営している（「四日市あすなろう鉄道#会社設立の経緯」も参照）。

### 年表
- 1911年（明治44年）12月28日：三重軌道が設立。
- 1912年（大正元年）10月6日：三重軌道が南浜田駅 - 日永駅間を開業[8]。
- 1913年（大正2年）5月16日：諏訪前駅 - 南浜田駅間が開業[8]。
- 1915年（大正4年）12月25日：四日市市駅 - 諏訪前駅間が開業[8]。
- 1916年（大正5年）
  - 7月19日：三重鉄道が設立。
  - 12月1日：軌道条例に基づく三重軌道の路線を廃止し、三重鉄道が軽便鉄道法に基づく軽便鉄道として四日市市駅 - 日永駅間を開業[9]。
- 1917年（大正6年）4月15日：四日市市駅 - 諏訪前駅間の市役所前駅、諏訪前駅 - 南浜田駅間の鵜ノ森駅廃止[10]。
- 1922年（大正11年）
  - 1月10日：日永駅 - 小古曽駅間が開業[11]（鈴鹿支線）。
  - 6月21日：小古曽駅 - 内部駅間が開業[12]。追分駅開業。
- 1928年（昭和3年）
  - 1月29日：諏訪前駅廃止、同駅西方の四日市鉄道諏訪駅に統合。四日市市駅 - 諏訪駅間が廃止、伊勢電気鉄道に軌道用地譲渡。
  - この年：ガソリン動車のシハ31形31 - 34（日本車輛製造本店製）使用開始。
- 1931年（昭和6年）3月1日：三重鉄道が四日市鉄道を吸収合併する。
- 1943年（昭和18年）12月25日：諏訪駅 - 内部駅間が直流600 V電化。諏訪駅が移転し0.1 km短縮。
- 1944年（昭和19年）
  - 2月11日：三重鉄道ほか6社が合併し三重交通が発足。湯の山線・八王子線と合わせて三重線となる。
  - 3月1日：内部線の路線名称制定。
  - 7月1日：諏訪駅 - 赤堀駅間の南浜田駅、追分駅 - 内部駅間の小古曽駅休止。
  - 11月1日：諏訪駅 - 赤堀駅間の南浜田駅を廃止する。赤堀駅を四日市方に0.1 km移設。
- 1946年（昭和21年）10月3日：浜田変電所（185 kW水銀整流器1台）新設運用開始。
- 1949年（昭和24年）3月26日：モニ220形228・229（近鉄モニ220形228・229、現在のサ120形122・123）の2両を新製配置。
- 1950年（昭和25年）
  - 6月16日：サ101形101 - 103の3両を新製配置。
  - 12月15日：サ150形161 - 164（近鉄サ150形161 - 164）の4両を新製配置。
- 1951年（昭和26年）
  - 1月17日：サ150形165 - 166（近鉄サ150形165 - 166）の2両を新製配置。
  - 5月5日：浜田変電所に300 kW水銀整流器1台を増設、運用開始。
- 1954年（昭和29年）
  - 8月17日：サ360形361 - 364（近鉄サ130形131 - 134）の4両を新製配置。
  - 10月20日：サ360形365・366（近鉄サ130形135・136）の2両を新製配置。
  - 11月19日：サ360形367・368（近鉄サ130形137・138）の2両を新製配置。
- 1956年（昭和31年）
  - 9月23日：名古屋線四日市駅付近経路変更に伴い、諏訪駅 - 赤堀駅間が廃止、近畿日本四日市駅（現在の近鉄四日市駅） - 赤堀駅間の新線が開業。
  - 12月：泊駅に列車行き違い設備を設置。
- 1959年（昭和34年）
  - この年：架線電圧を直流600 Vから直流750 Vに昇圧。
  - 5月1日：休止していた小古曽駅を内部方に0.1 km移設の上営業再開。
  - 8月7日：4400形4401M1+4401T+4401M2（近鉄モ200・サ100形、現在のク200・サ100・サ200形201+101+202）を新製配置。
  - 8月24日：近畿日本四日市駅 - 赤堀駅間に浜田信号所を新設。同時に近畿日本四日市駅 - 日永駅間を単線自動閉塞化の上、同区間に高圧配電設備（信号・駅舎電源）を設置。
  - 11月5日：浜田変電所に500 kW水銀整流器1台を増設、運用開始。185 kW水銀整流器1台撤去。
- 1960年（昭和35年）
  - 6月1日：サ2000形2001（近鉄サ140形141）を1両を新製配置。
  - 8月27日：サ2000形2002 - 2004（近鉄サ140形142 - 144）の3両を新製配置。
- 1961年（昭和36年）8月27日：サ2000形2005・2006（近鉄サ140形145・146）の2両を新製配置。
- 1962年（昭和37年）
  - 10月1日：サ2000形2007（近鉄サ140形147）の1両を新製配置。
  - この年：サ150形157（166を改番。近鉄サ150形157）が北勢線に転属。
- 1964年（昭和39年）
  - 2月1日：三重交通が鉄道事業を三重電気鉄道に分離譲渡。
  - 3月：サ360形363 - 368（近鉄サ130形133 - 138）、サ2000形2001 - 2007（近鉄サ140形141 - 147）、4400形4401M1+4401T+4401M2（近鉄モ200・サ100形：現ク200・サ100・サ200形201+101+202）の16両が北勢線に転属。
  - 3月1日：湯の山線の改軌に伴い、同線との直通運転廃止[13]。
- 1965年（昭和40年）4月1日：近畿日本鉄道が三重電気鉄道を合併。
- 1970年（昭和45年）3月1日：近畿日本四日市駅を近鉄四日市駅に改称。
- 1974年（昭和49年）6月29日：内部線の近鉄四日市駅が移設、0.1 km短縮。
- 1977年（昭和52年）：モニ220形225 - 227、サ130形133、サ150形151 - 157の11両が北勢線より転入。
- 1978年（昭和53年）：車両の連結器をピン・リンク式（通称：朝顔式）から柴田式自動連結器を小型化したもの（柴田式3/4上作用自動連結器〈CSC91形自動連結器〉）に交換する。
- 1982年（昭和57年）11月25日：モ260形261・262、ク160形161・162の4両を新製配置。
- 1983年（昭和58年）4月7日：モ260形263 - 265、ク160形163の4両を新製配置。
- 1986年（昭和61年）8月28日：浜田信号所廃止。
- 1989年（平成元年）
  - 3月17日：全線において単線自動閉塞化。自動列車停止装置 (ATS) 使用開始。列車運転間隔を25分→30分に。
  - 6月1日：ワンマン運転開始。各駅にホームミラー設置。
- 2012年（平成24年）
  - 6月29日：四日市市議会が内部線・八王子線の存続を求めるために特別委員会として総合交通政策調査特別委員会を設置する[14]。
  - 8月21日：近鉄が地元住民との会談で内部線と八王子線の鉄路を廃止し、跡地をバス専用道路にしてバスによる運用に転換する方針を発表[15]。
- 2013年（平成25年）
  - 9月27日：近鉄と四日市市が内部線と八王子線を公有民営方式で存続することで合意[16][7]。
- 2014年（平成26年）3月27日：四日市あすなろう鉄道が設立[2]。
- 2015年（平成27年）4月1日：四日市あすなろう鉄道が内部線の運営を開始[2][17]。
- 2021年（令和3年）8月21日：全線で「ICOCA」などの全国相互利用サービスに対応した交通系ICカードが利用可能となる[3][4]。

## 運行形態
全列車が各駅に停車する普通列車で、あすなろう四日市駅 - 日永駅間は内部駅発着の列車と八王子線西日野駅発着の列車が交互に運転されており、この区間は日中毎時4本の割合で運行されている。日永駅 - 内部駅間は毎時2本の運行となる。
日永駅では、西日野発のあすなろう四日市行きが内部行きと、内部発のあすなろう四日市行きが西日野行きと連絡しており、基本的にすべての列車が系統別の接続を行う。従って日永駅での、西日野駅と南日永駅以南との乗り換え時間ロスはほとんどない。
全列車が都市型ワンマン運転（無人駅でも全車両の全扉を開閉）を行っている。無人駅は小古曽駅のみだったものが、近鉄時代末期の合理化により、四日市駅と内部駅を除く全駅となった。その名残で駅舎内には窓口跡や自動券売機がある（元々無人駅の小古曽駅には窓口や自動券売機はなく、整理券のみの設置）。このため事実上の信用乗車方式となっている。
なお、大晦日から元旦にかけての終夜運転は、近鉄時代から当線では実施されていない。

## 使用車両

### 現在の車両

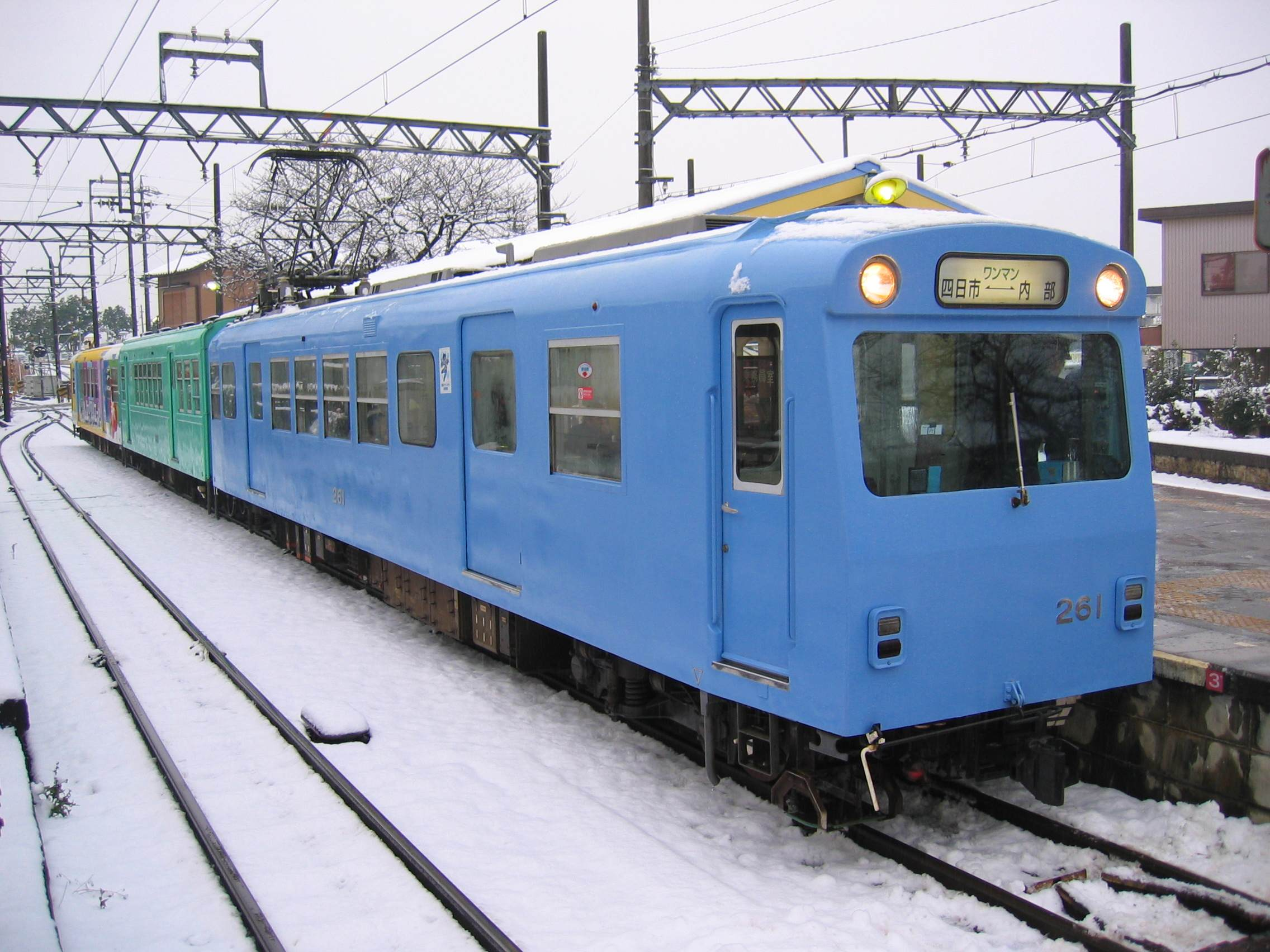
260系電車

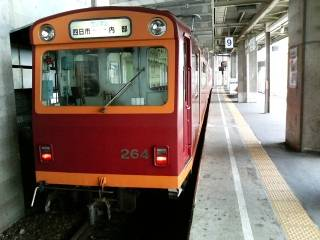
近鉄四日市（現・あすなろう四日市）停車中の260系（2005年7月16日）

- 260系

### 過去の車両
- 三重軌道1形蒸気機関車
- 四日市鉄道1形蒸気機関車
- サ331形
- サ351形
- サ311形
- サ321形
- 51形
- 四日市鉄道デ21形
- ナ111形・ナ121形
- ナ131形
- ナ141形
- ナ151形
- モニ210形・モ240形
- モニ220形
- モ230形・サ120形・サニ110形
- サ100形・サ150形
- モ4400形
- サ2000形
- ク110形・サ120形（サ130改造）
- サ120形（モニ220改造）

## 施設

### 線形
最急曲線半径は100mで、赤堀駅構内と日永駅構内にある。最急勾配は25パーミル。

### 軌道
使用されている軌条（レール）は、過去には軽便鉄道規格の古典的な15kと22kレール（それぞれ1m当たり15kg・20kg）が使用されていた。現在ではレールの重軌条化が進み、本線では40N・50Nレールに統一された。また、内部車庫内には22kレールが残っている。マクラギは、一部区間でPCマクラギが用いられているが、大半が木マクラギである。

### 分岐器・転轍器
分岐器は、特殊狭軌用のものが用いられ、部品が特殊な上に、分岐側の曲線半径が小さいため列車通過制限速度が厳しく(20 km/h)、列車の高速化を阻んでいる。分岐器番数は7番であり、JR在来線の最小番数8番分岐器よりも交差角が大きい。
転轍器は、本線においてはあすなろう四日市駅と日永駅の四日市方については電気転轍機（あすなろう四日市駅から遠隔制御される）が用いられるが、日永駅（内部方および内部線上り線と八王子線分岐の2基）と泊駅（2基）、内部駅（本線と車庫線の分岐1基）は旧式の発条転轍機（列車の車輪で分岐器を転換させバネの力で復位させる）である。
乗越分岐器および安全側線が設置されている駅はなく、列車行き違い時の上下列車の駅構内同時進入ができない。過去には、浜田信号所（現在は廃止）の場内信号機に警戒信号を現示することにより上下列車の駅構内同時進入を行なっていた時期もあった。

### 橋梁

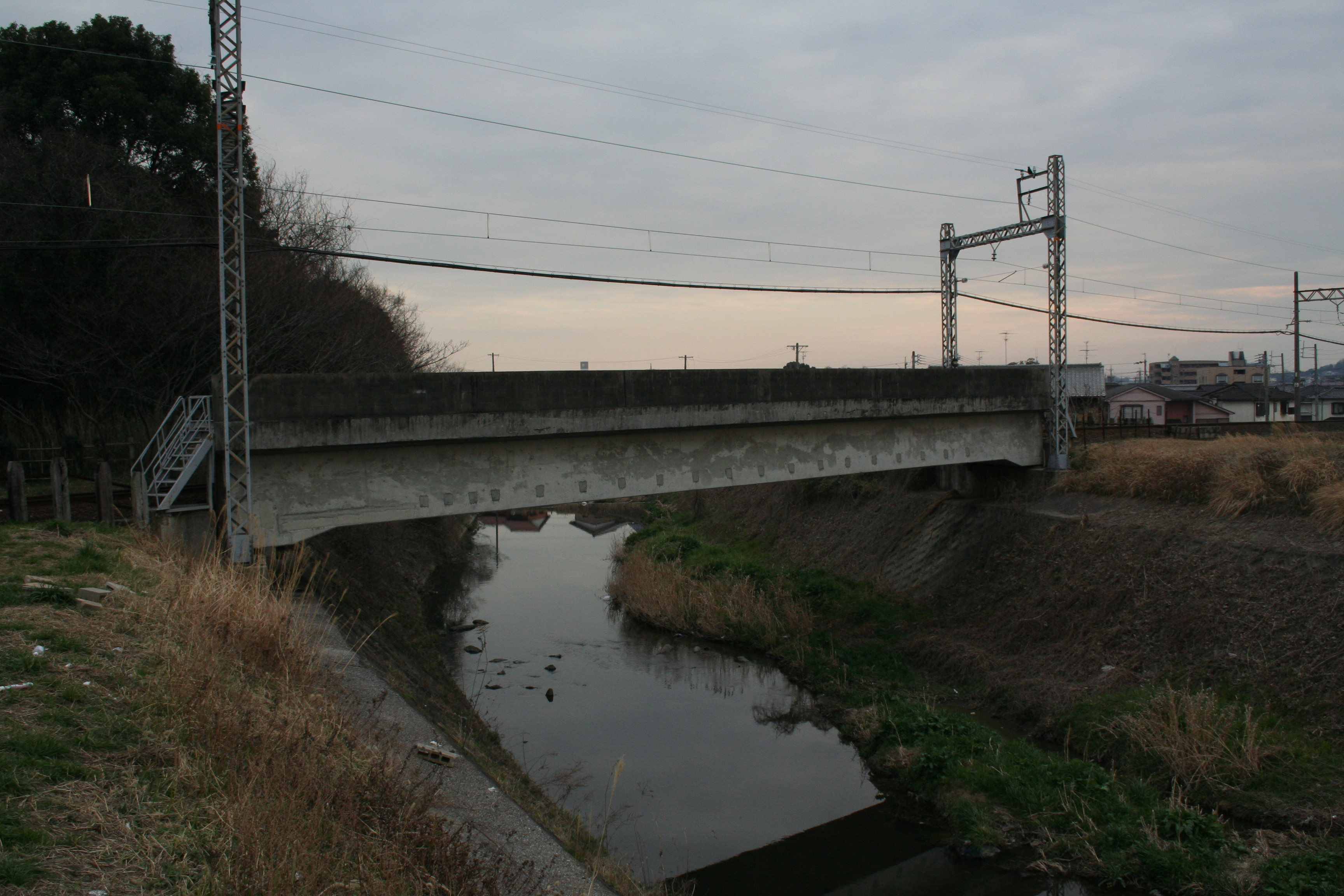
天白川橋梁

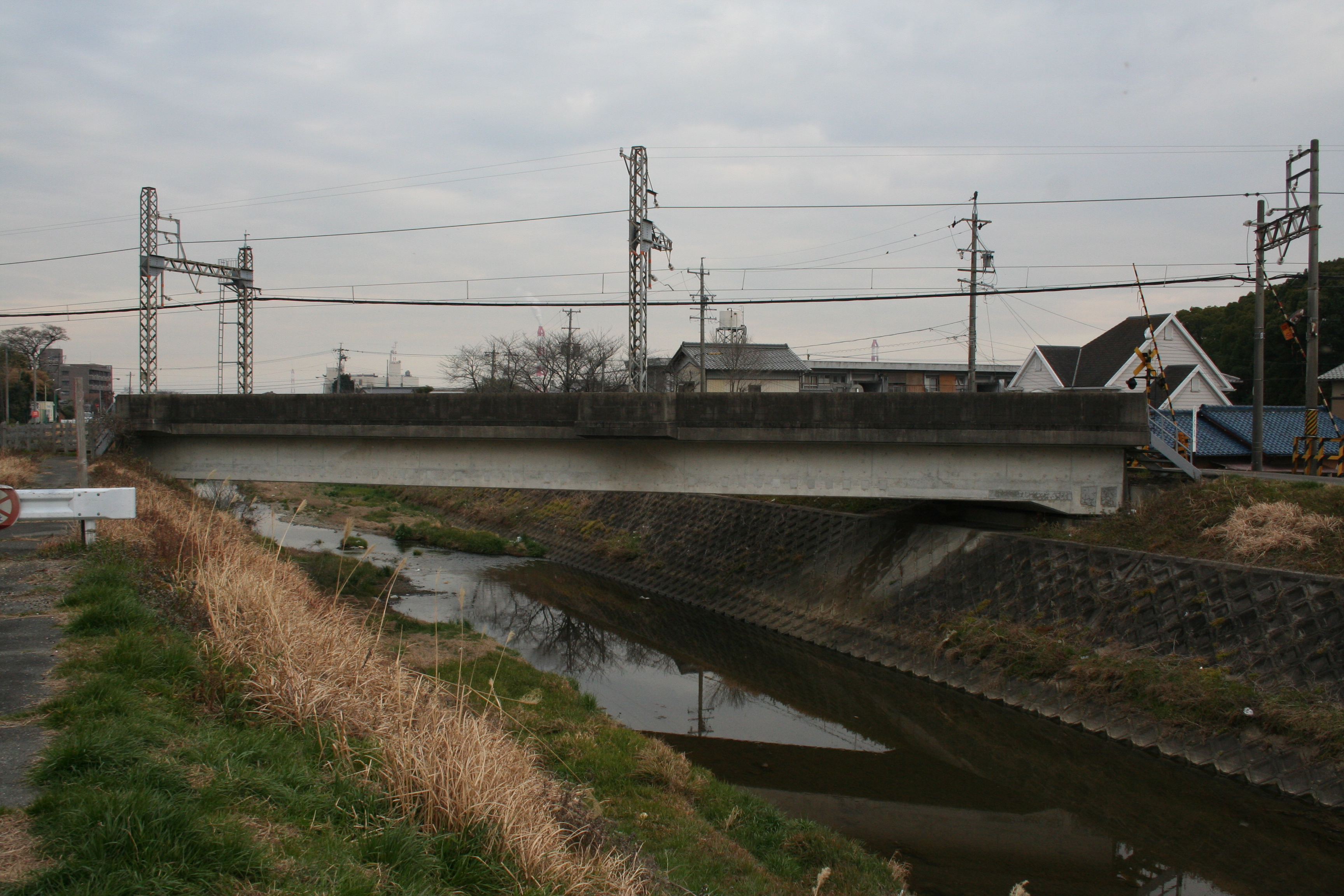
鹿化川橋梁

主な橋梁のみを記す。いずれもコンクリートスラブ桁。従前の橋梁は軽便鉄道規格の簡素なもので、桁長さが短く、桁厚さが薄いのが特徴であったが、内部線内の長大橋梁である鹿化川橋梁と天白川橋梁をはじめ、ほとんどの橋梁が近代的なコンクリート（スラブ）桁やボックスカルバート構造の橋に架け替えられている。
| 駅間            | 橋梁名     | キロ程 | 径間  | 橋台数 | 橋脚数 | 河川・道路名 |
| --------------- | ---------- | ------ | ----- | ------ | ------ | ------------ |
| 赤堀 - 日永間   | 落合川橋梁 | 1.3    | 9.70  | 2      | 0      | 落合川       |
| 赤堀 - 日永間   | 鹿化川橋梁 | 1.6    | 30.80 | 2      | 0      | 鹿化川       |
| 日永 - 南日永間 | 天白川橋梁 | 2.2    | 28.20 | 2      | 0      | 天白川       |

### 車庫
内部駅構内に両線供用の「近鉄車両課富吉検車区内部車庫」がある。
車庫内で車両の列車検査・月検査を施工するが、定期検査（全般検査・重要部検査）を行う施設が無いため、定期検査時は車両の主要部品を車庫外に持ち出して他の車両工場（塩浜検修車庫）で検査を実施する。

### 変電所
あすなろう四日市駅の名古屋方高架下に四日市変電所があり、ここから電力が供給されている。

### 電路設備
架線はシンプルカテナリー方式で、電柱は、木柱からコンクリート柱への更新工事が進行中である。架線自動張力調整装置（テンションバランサー）は一部区間について設置されている。高圧配電線（信号・踏切用の電源線）は近鉄四日市駅 - 南日永駅間に架設されている。

### 信号・連動装置・CTC
常置信号機として、場内信号機・出発信号機と中継信号機（日永駅のみ）が設けられている。以前は、近鉄四日市駅に入換信号機があったが撤去された。これは、総括制御化された車両が導入される以前に制御電動車（運転台・モーター付の電車）を転線して付け替えるために使用していたものであった。車庫所在駅である内部駅にも入換信号機は設置されていない。
信号機は、注意 (Y)・停止 (R) の2位式が採用されている。なお、全線が単線自動閉塞化された1989年（平成元年）以前の近鉄四日市駅 - 日永駅間においては進行 (G)・停止 (R) の2位式が採用されていた。
列車集中制御装置 (CTC) が導入され、あすなろう四日市駅において全駅の信号制御および電気転轍機の制御が可能となっている。情報伝送はメタルケーブルを使用する。連動装置は、あすなろう四日市駅・日永駅については第一種継電連動装置が、泊駅、内部駅は第三種継電連動装置となっている。

### ATS

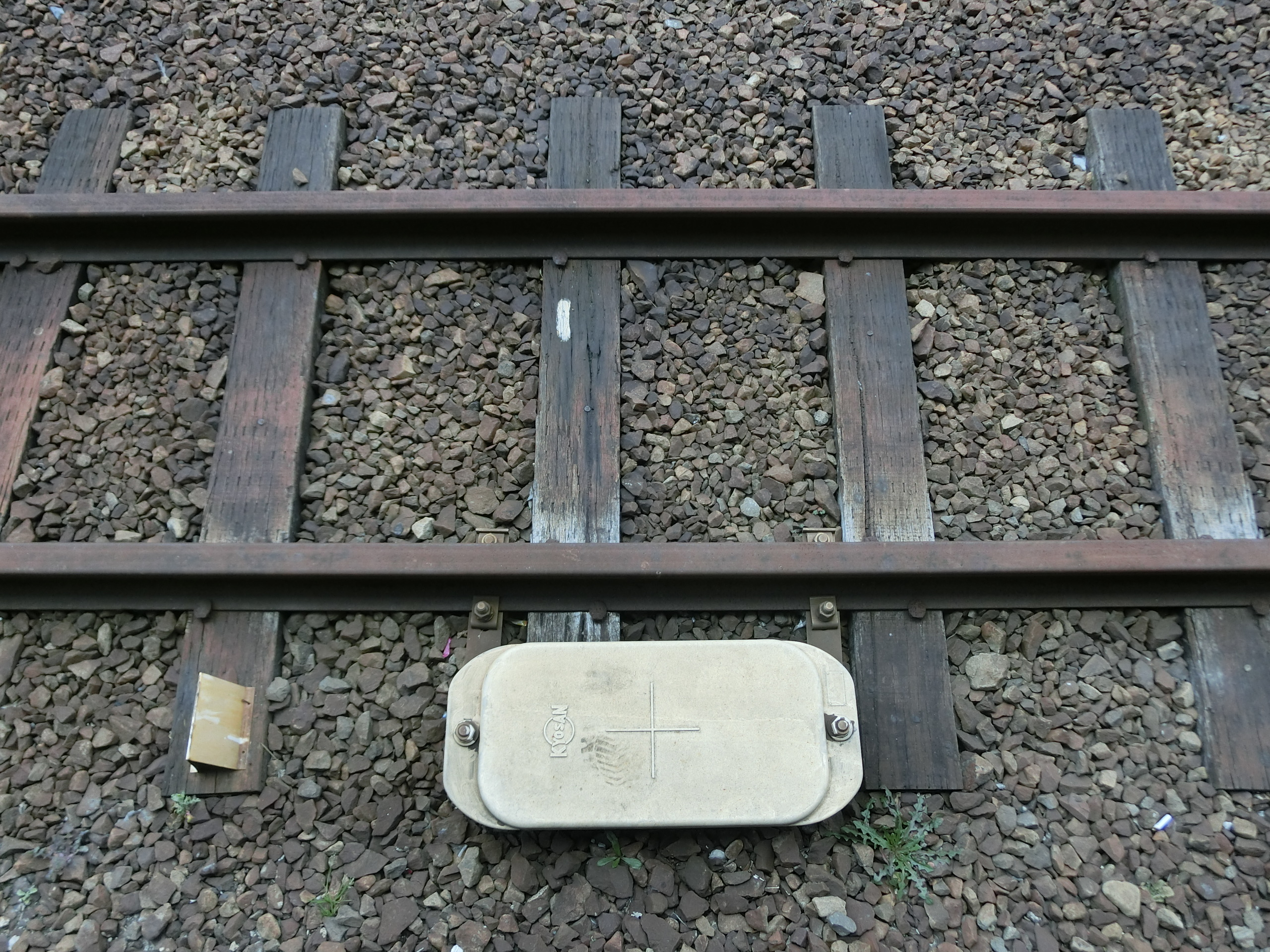
レールの外側に取り付けられたATS

多変周式・連続照査型の「近鉄型ATS」を採用している。地上子は通常2本のレールの間に設置するが、四日市あすなろう鉄道は軌間が狭いため、設置してしまうと、上り電車用と下り電車用の位置のずれが短くなり、誤作動する恐れがある。このため地上子は2本のレールの外側（進行方向に向かって右側）にあり、大変珍しいスタイルとなっている。
あすなろう四日市駅には終端用ATSが、急曲線部分・急勾配部分の速度制限箇所の一部には速度超過防止用ATSが備えられている。

### 踏切
第1種踏切（警報機・遮断機付き）38か所（内部線34か所・八王子線4か所）の踏切がある。第3種踏切（警報機のみ）・第4種踏切（警報機・遮断機共なし）はなく、全踏切で自動化されており、あすなろう四日市駅にて、四日市あすなろう鉄道線全線の踏切の集中監視を行っている。
日永駅 - 南日永駅間にある日永4号踏切は幅員19.8m（笹川通り：道路4車線）、遮断機12基を有する三重県下で最大の踏切であった（現在は8基に改築されている）。

## 駅一覧

### 営業中の区間
- 全駅三重県四日市市に所在。
- 普通列車のみ運転、全列車が各駅に停車する。
- 駅員が配置されている駅は*印を付け、駅名を強調文字で示す。
- 小古曽駅以外の全駅に自動券売機を配置、磁気券を発売。
- 線路…◇・∨・∧：列車交換可能、｜：列車交換不可。

| 駅名                            | 駅間キロ | 営業キロ | 乗降人員 -2008年- | 乗降人員 -2023年- | 接続路線・備考                                                 | 線路 |
| ------------------------------- | -------- | -------- | ----------------- | ----------------- | -------------------------------------------------------------- | ---- |
| あすなろう四日市駅*             | -        | 0.0      | -                 | 5,931人/日        | 近畿日本鉄道：E 名古屋線・K 湯の山線（近鉄四日市駅: E21・K21） | ∨    |
| 赤堀駅                          | 1.0      | 1.0      | 562人/日          | 455人/日          |                                                                | ｜   |
| 日永駅 （あすなろう中央緑地駅） | 0.8      | 1.8      | 930人/日          | 857人/日          | 四日市あすなろう鉄道：八王子線（直通あり）                     | ◇    |
| 南日永駅                        | 0.7      | 2.5      | 1,036人/日        | 857人/日          |                                                                | ｜   |
| 泊駅                            | 1.1      | 3.6      | 790人/日          | 871人/日          |                                                                | ◇    |
| 追分駅                          | 0.7      | 4.3      | 1,099人/日        | 731人/日          |                                                                | ｜   |
| 小古曽駅                        | 0.7      | 5.0      | 330人/日          | 281人/日          |                                                                | ｜   |
| 内部駅*                         | 0.7      | 5.7      | 1,105人/日        | 872人/日          |                                                                | ∧    |

1. ↑  八王子線直通列車は行き違いできない。

### 廃止区間
四日市市 - 諏訪間は1928年、諏訪 - 赤堀間は1956年廃止。
四日市市駅 - 市役所前駅 - 諏訪駅 - 鵜ノ森駅 - 南浜田駅 - 赤堀駅
- 市役所前駅・鵜ノ森駅は1917年廃止。
- 南浜田駅は1944年休止、同年廃止。